# المقضاب (البيضاء)
المقضاب هي إحدى قرى الجمهورية اليمنية. تتبع جغرافيا لمحافظة البيضاء وإداريًا لمديرية الصومعة. يبلغ تعداد سكانها 1031 نسمة حسب الإحصاء الذي جرى عام 2004.